# 12-годинний формат часу
12-годинний формат обчислення часу передбачає поділ 24 годин, що складають добу, на два 12-годинні інтервали — по опівночі та пополудні, що позначаються a.m. (лат. ante meridiem дослівно — «до полудня») та p.m. (лат. post meridiem дослівно — «після полудня»).
12-годинний формат переважає у Австралії, Канаді (за винятком Квебеку), Новій Зеландії, США та на Філіппінах. Разом з 24-годинним форматом він використовується у Албанії, Бразилії, Великій Британії та деяких інших англомовних країнах, у Греції, Ірландії, канадському Квебеці та Франції. В інших країнах світу 24-годинний формат є переважним, однак 12-годинний формат широко використовується у неформальному спілкуванні. При цьому замість a.m. та p.m. вживаються описові конструкції, наприклад «ранку», «дня», «вечора», «ночі» та інші. Поширення 12-годинного формату у неформальному спілкуванні пояснюється зручністю більш коротких числівників, а також 12-годинними класичними циферблатами годинників.

## Історія
Застосування 12-годинного відліку часу відзначено ще в Месопотамії і Стародавньому Єгипті. Єгипетський сонячний годинник для використання вдень і водяний годинник для використання вночі були знайдені в гробниці фараона Аменхотепа I. Кожен із цих годинників, датованих XV ст. до н. е., поділяв відповідні їм інтервали доби на 12 годин.
Перші механічні годинники 14 століття, якщо вони взагалі мали циферблати, показували всі 24 години використовуючи 24-годинний аналоговий циферблат, на що вплинуло знайомство астрономів з астролябією і сонячним годинником та їхнє бажання змоделювати  видимий рух Землі навколо Сонця. У Північній Європі ці циферблати зазвичай використовували 12-годинну нумерацію римськими цифрами, але показували періоди «ранку» і «вечора» послідовно. Ця система відома як подвійна система XII і її можна побачити на багатьох збережених циферблатах годинників, наприклад, на годинниках Веллса та Ексетера.
В інших частинах Європи нумерація частіше базувалася на 24-годинній системі (від I до XXIV). 12-годинний годинник використовувався по всій Британській імперії.
Протягом 15-16 століть 12-годинний аналоговий циферблат і система часу поступово стали стандартом у Північній Європі для загального користування. 24-годинний аналоговий циферблат був зарезервований для більш спеціалізованих застосувань, таких як астрономічний годинники та хронометри.

## Проблеми в позначеннях часу опівдні та опівночі
Попри наявність міжнародного стандарту ISO 8601, 12 годин ночі та 12 годин дня позначаються в різних країнах по-різному. Це пов'язано з тим, що в латинських словосполученнях лат. ante meridiem та лат. post meridiem слово «meridiem» означає «середина дня» чи «опівдні», і є неоднозначність у позначенні полудня: його можна позначити як «12 a.m.» («12 ante meridiem», чи «12 годин до середини дня»), так і «12 p.m.» («12 post meridiem», чи «12 годин після середини дня»).
З іншого боку, опівнічний час також можна позначити і як «12 p.m.» (12 post meridiem, 12 годин після [попередньої] середини дня) і як «12 a.m.» (12 ante meridiem, 12 годин до [наступної] середини дня).
National Maritime Museum у Гринвічі рекомендує позначати ці часові моменти як «12 дня» та «12 ночі». Теж саме радить The American Heritage Dictionary of the English Language. Багато інструкцій зі стилю, прийнятих у США, пропонують «опівночі» замінювати на «11:59 p.m.», якщо ми хочемо позначити кінець дня, та «12:01 a.m.», якщо ми хочемо позначити початок наступного дня. Ця практика широко використовується у США в юридичних контрактах, розкладах руху транспорту, хоча з цього правила є винятки.
Наприклад, 24-годинний формат у США називається «військовим часом»[джерело?], бо застосовується американською армією  для взаємодії з іншими арміями світу. Американська армія перейшла на 24-годинний формат часу після Другої світової війни..
12-годинний спосіб вважається незручним та небезпечним в армії, авіації, метрології, медицині, рятувальних службах[джерело?]. Тому в цих галузях застосовують 24-годинний формат.

## В українській мові
Замість поділу доби на періоди до та після полудня, в українській мові використовуються чотири частини доби (ніч, ранок, день, вечір), що дозволяє уникнути плутанини між півднем та північчю. Проте, уточнення частини доби є необов'язковим, а межі цих частин визначено нечітко (так, «четверта дня» та «четверта вечора» позначають один і той же час — 16:00), тому 12-годинний формат використовується переважно в усному мовленні та художніх творах, тоді як при записі часу цифрами використовується 24-годинний.
У проміжках між цілими годинами, відлік хвилин здебільшого ведеться не відносно попередньої цілої години, а відносно наступної: «п'ять хвилин на першу дня» (12:05), «за п'ять хвилин перша дня» (12:55). Відлік часу відносно попередньої цілої години використовується рідше: «п'ять хвилин по першій годині дня» (13:05), «п'ять хвилин по полудні» (12:05). Використовуються слова «пів», «чверть» для позначення 30 та 15 хвилин: «пів на першу дня» (12:30), «чверть на першу дня» (12:15), «за чверть перша дня» (12:45). Поява цих виразів пов'язана з використанням стрілкових циферблатів, тому традиційно вони вживаються лише з 12-годинними назвами годин, тоді як у 24-годинному форматі, для відображення якого використовуються переважно цифрові табло, ці мовні конструкції розповсюдження не набули.